# Abbé Faria

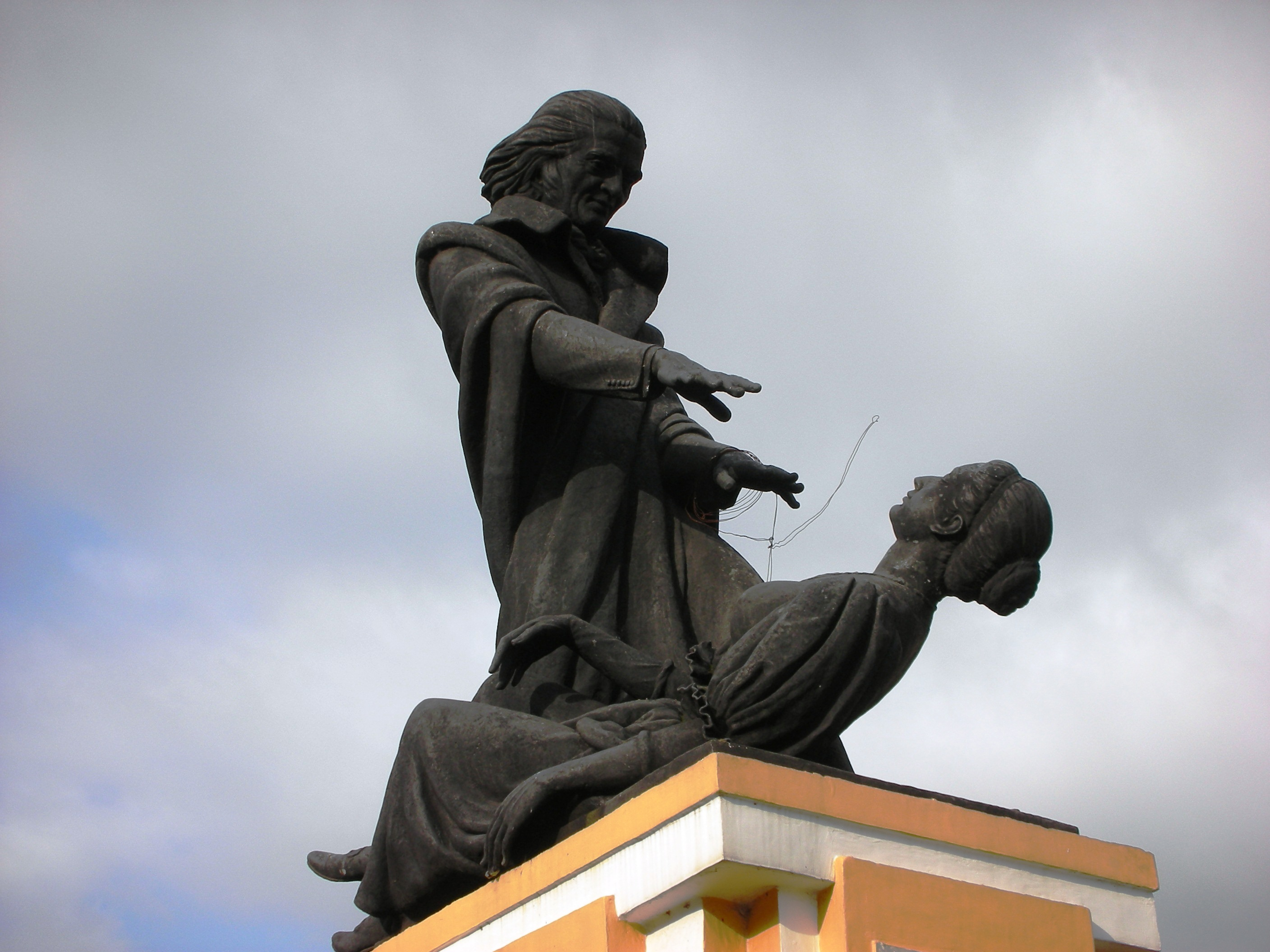
Fariastatue in Panaji, Goa

José Custódio de Faria, bekannt unter dem Namen Abbé Faria (* 30. Mai 1756 in Candolim, Bardez, Goa, Indien; † 20. September 1819 in Paris, Frankreich), war ein portugiesischer Priester, Hypnotiseur und gilt als einer der Begründer der Dynamischen Psychiatrie.
Neben Franz Anton Mesmer und dem Marquis de Puysegur war er einer der bedeutendsten Hypnotiseure bzw. Magnetisten in der Geschichte dieser Disziplin. Obwohl heute nahezu vergessen, werden viele seiner Entdeckungen bis heute in der Hypnose angewandt. Mehrere Autoren nutzten ihn als literarische Gestalt.

## Leben
Faria wurde 1756 in der Gemeinde Bardez geboren, die sich in Goa, das damals zu Portugiesisch-Indien gehörte und Sitz des Vizekönigs war, befand. Sein Vater war der Geistliche und spätere Revolutionär gegen die Vorherrschaft der Kontinental-Portugiesen in Indien, Caetano Vitorino de Faria, seine Mutter die spätere Nonne Rosa Maria de Sousa. Angeblich stammt die Familie väterlicherseits von dem Brahmanen Antü Shenoi ab.
1771 kam er zusammen mit seinem Vater erstmals nach Europa, nach Lissabon, wo er bis 1772 blieb. Danach ging er nach Rom, um dort am „Collegio da Propaganda Fidei“ seinen Theologischen Doktor zu verteidigen und seine geistlichen Studien zu beenden. 1772 kehrte er als Priester nach Lissabon zurück und blieb dort bis 1788.
1788, ein Jahr vor der Französischen Revolution, ging er nach Paris. 1795 soll er angeblich in einen Aufstand gegen den Nationalkonvent verstrickt gewesen sein. In Frankreich pflegte er auch die langjährige Freundschaft zu dem Hypnotiseur Marquis de Puysegur. Zwischen 1802 und 1811 lebte er in Paris und führte dort hypnotische Experimente und Heilungen durch. Von 1811 bis 1812 war er Professor für Philosophie an einer Akademie in Marseille und wurde dann nach Nîmes strafversetzt. Dort untersagte man ihm die therapeutische Tätigkeit durch die Polizei. 1813 kehrte er nach Paris zurück, wo er bis zu seinem Tode lebte und dort regelmäßige Vorträge zum Thema Mesmerismus und Hypnose hielt.
Abbé Faria starb am 20. September 1819 in Paris. 1945 wurde für ihn, im damals noch portugiesischen Goa, ein Denkmal gebaut.

## Hypnotiseur
Er war der Erste, der eine Verbindung zwischen Hypnose und Suggestion feststellte. Auch gilt er als einer der Begründer der Dynamischen Psychiatrie. Er soll den Leuten stets nur zugerufen haben: „Schlafen Sie“, nach Fixierung seiner Handfläche, und dann seien diese in Trance gefallen. Er sprach davon, dass der Hypnotisierte eigentlich der sei, auf den die Hypnose zurückzuführen sei und nicht umgekehrt. Nach seiner Terminologie waren vor allem Frauen und Hysteriker am meisten durch Hypnose zu beeinflussen. Den Hypnotiseur benannte er erstmals als Concentrateur, den Hypnotisierten als Concentré und den Zustand als Concentration. Auch war er wohl der Erste, der mit der sogenannten „Posthypnotischen Suggestion“ arbeitete: Ein vormals Hypnotisierter verrichtet Dinge, die man ihm vorher in Hypnose gesagt hatte, obwohl er bereits wieder wach ist. Faria hat sich auch selbst als Brahmane (sanskrit: Besitzer heiligen Wissens, oberster Priester des Hinduismus) bezeichnet. Seine indische Herkunft ermöglichte es dem Hypnotiseur, sich mit der indischen Mystik und Mythologie zu beschäftigen und einiges davon in seine Wissenschaft und Experimente einfließen zu lassen.

## Literarische Gestalt bei Dumas, Chateaubriand und Vernet
In dem Roman Der Graf von Monte Christo (Le Comte de Monte Christo), 1846 von Alexandre Dumas geschrieben, taucht er als italienischer Weiser auf, der dem armen und unschuldig einsitzenden Edmond Dantes durch seinen Schatz und seine Weisheit hilft. François de Chateaubriand erwähnt ihn negativ in seinen Mémoires d’outre-tombe (1849). Der französische Maler und Dramatiker Jules Vernet (1793–1843) verarbeitete die Geschichte des Abbé in einem Einakter 1816 mit dem Titel: Magnetismomanie-comedie,folie. In Umberto Ecos „Der Friedhof von Prag“ wird er und sein Werk ebenfalls kurz erwähnt (Hanser, München 2011, S. 364).

## Werk
- De la cause sommeil lucide, ou estude de la nature de la homme. Band I. 1819.